# Œuf vibrant

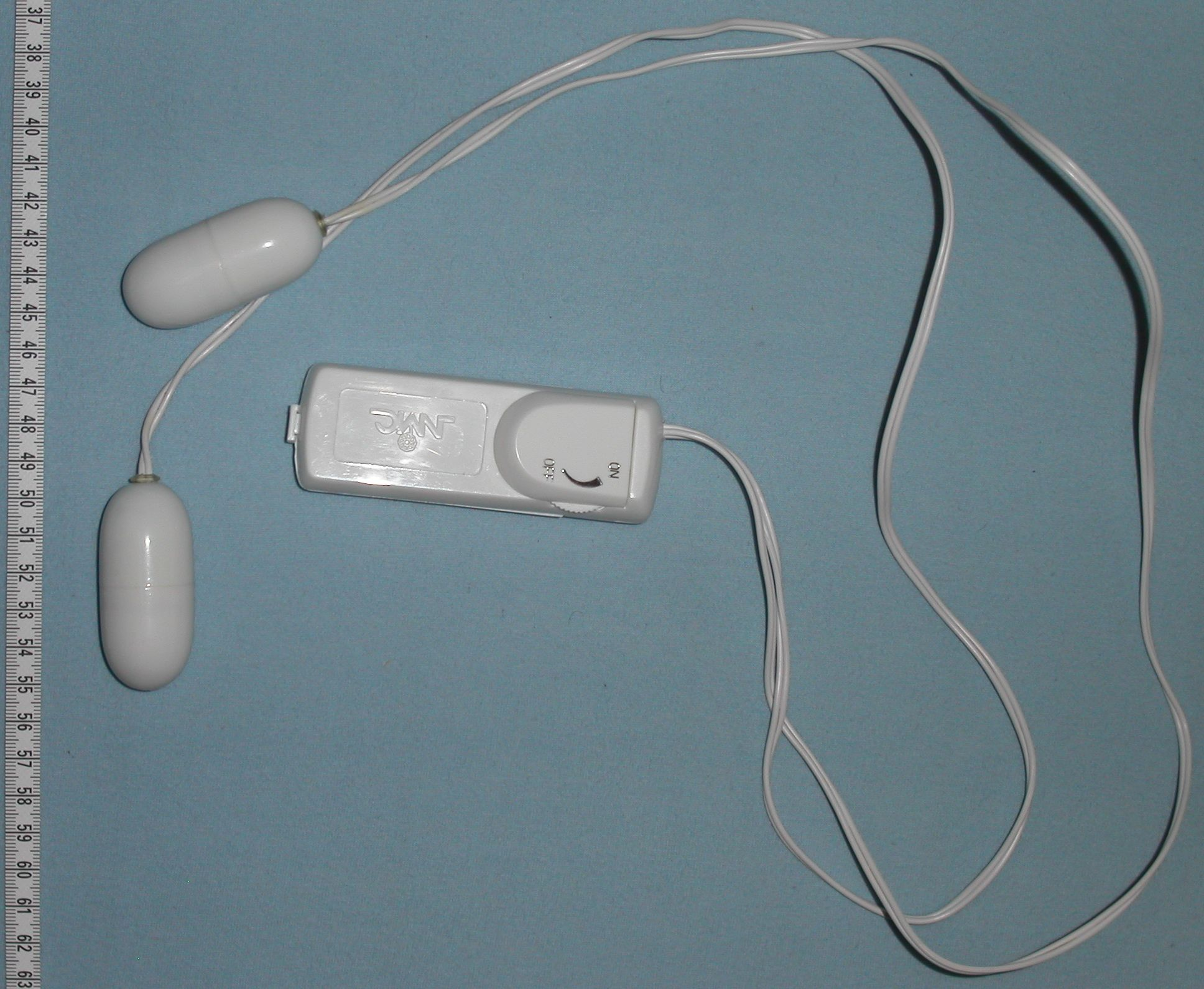
paire d'œufs vibrants

Un œuf vibrant est un type de vibromasseur ovoïde. Il procure un massage vibrant et peut se placer dans l'anus ou le vagin.

## Usage
Son usage permet en fait tous les modes de stimulation par vibrations. Ainsi, la masturbation clitoridienne constitue l'un des points forts de ce jouet. La plupart des modèles sont équipés d'un variateur permettant de doser l'intensité des vibrations.

## Matières
Généralement, il s'agit d'une coque plastique habillée de divers revêtements, ou laissée brute (souvent PVC lisse et dure) dans laquelle est logé un petit moteur électrique dont l'axe reçoit une masselotte décentrée. C'est le même principe que pour les autres vibromasseurs. La coque est reliée par un fil au boîtier de commande contenant les piles électriques.

## Variations
Certains œufs vibrants sont étanches et adaptés à une utilisation aquatique, d'autres sont sans fil avec une radio-commande et sont parfois associés à un habillage siliconné à picot ou autres, avec sangles constituant un genre de string maintenant le gadget en place contre la vulve et permettant alors un port de longue durée.
L'insertion reste épisodique car, vaginalement, sa petite dimension n'autorise pas de le conserver longtemps (il ressort trop facilement) or seul un port de longue durée pourrait apporter une réelle satisfaction vaginale. Analement, l'efficacité est plus prononcée. Pour une femme, il permet une stimulation simultanée avec un partenaire pratiquant une pénétration vaginale.